# Cameo-Parkway

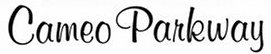
Logo

Cameo Parkway is een Amerikaans platenlabel opgericht in 1956 in Philadelphia door Bernie Lowe en Kal Mann, de songwriters die Teddy Bear voor Elvis schreven. Dave Appell voegde zich later bij het duo als A&R (Artists and Repertoire) director verantwoordelijk voor het scouten van artiesten en songs. Parkway, een sub-label, werd in 1958 geformeerd. Cameo-Parkway produceerde 449 45-toeren singles and 158 33-1/3 toeren lp's tussen 1956 and 1968. De muziek varieerde van doo-wop, dance hits, popular/rock, rockabilly, big band, garage rock, tot soul.

## Cameo label
Zowel Cameo als Parkway bestonden in de na-zomer van de 78 toeren singles, maar de meerderheid van de 78s met het Cameo label komen van een New Yorkse firma die niets met Cameo-Parkway van doen heeft. De eerste singles van het label zijn;
1. Old Enough to Know /Don't Rush Me by Arlene DeMarco (Cameo 100)
2. I'm In Love With Someone/Choo Choo Train The Quakertown Singers (Cameo 101)
3. Love Only Brings Happiiness/Sneakin' In Don Gardner (Cameo 102)
4. The Secret/I Didn't Ask Billy Scott (Cameo 103)
5. Mary Anne/Just Squeeze Me The Tommy Ferguson Trio (Cameo 104).
6. Butterfly/Ninety nine ways Charlie Gracie, (Cameo 105)

(LS onder aan de pagina is een link naar een volledige lijst van Cameo 45)
Begin 1957 scoorde het Cameo label al een nummer 1-hit met Butterfly [Cameo 105]. Gracies opvolger "Fabulous" [Cameo 107], kwam ook al in de top-20. Dit wees Lowe, Mann en Appell in de richting van het succes: tiener plaatjes. Vanaf die tijd waren bijna alle Cameo-Parkway singles gericht op de tienermarkt.
In 1958 waren de toppers John Zacherle met zijn top 10 nieuwkomers hit "Dinner with Drac", en The Applejacks met het rocking instrumentaaltje "Mexican Hat Rock", dat in de top 20 belandde.
Er werden ook wat lp's geproduceerd. De eerste Cameo LP (LP-1000) was een jazzy piano LP van "Dizzy Dan." De tweede (LP-1001) was van televisie ster Dave Garroway.
In 1959, kwam Cameo uit met een single van Bobby Rydell genaamd "Makin' Time"/"Please Don't Be Mad" [Cameo 160]. Deze maar ook de volgende, "All I Want Is You"/"For You For You" [Cameo 164] deden helemaal niks, maar de derde "Kissin' Time" [Cameo 167], steeg tot een 11de plaats en plaatste Rydell in de schijnwerpers die hem jarenlang tot een tiener idool maakte."
Cameo kwam snel met de Rydell LP "We Got Love" [Cameo LP-1006] uit, Cameo's eerste rock-'n-roll LP. Bobby Rydell bewees de nummer 1 ster van Cameo te zijn, met 28 nummers in de top-100 voor dat hij in 1964 bij Capitol tekende. Het grootste succes was "Wild One" [Cameo 171], die tot nummer #2 kwam in 1960. Voor tiener meiden die Elvis een beetje te gevaarlijk vonden was Bobby Rydell "da man" en met Bobby kwam Cameo 1960 and 1961 goed door.
Hierna introduceerde Cameo The Orlons eind 1961. Het kwartet uit Philadelphia bestond uit lead singer Rosetta Hightower met het trio achtergrond koortje van Marlena Davis, Steve Caldwell, en Shirley Brickley. Weer eerst 2 missers, "Heart Darling Angel"/"I'll Be True" [Cameo 198, 1961] en "Mr. 21"/"Please Let It Be Me" [Cameo 211, 1962], maar ook hier werd de derde een succes; "The Wah-Watusi" [Cameo 218] haalde in de zomer van 1962 een nummer 2 notering. Nog 4 top-20 singles volgden ("Don't Hang Up," #4; "South Street," #3; "Not Me." #12; and "Cross Fire!," #19), en verder nog 4 top 40-singles voor dat deze groep in 1964 van het toneel verdween.
Dee Dee Sharp had geen 3 singles voor een hit nodig. Ze draaide al een tijdje mee met het label als achtergrondzangeres voor dat ze een solo kans kreeg. Ze had net een duet met Chubby Checker genaamd "Slow Twistin' [Parkway 835] achter terug toen ze zelf met "Mashed Potato Time" [Cameo 212] een nummer 2-hit scoorde in de lente van 1962. Haar opvolger "Gravy (For My Mashed Potatoes)" [Cameo 219], was een doorzichtig door borduren op haar eerste succes maar werd geaccepteerd en steeg naar een nummer 9-plaats. Toen werd omgeschakeld naar een andere dans the pony, Kwam Sharpe terug met een high-energy rocker genaamd "Ride!" [Cameo 230] die haar teug naar de top-5 bracht. Eind 1962 had Sharpe nu 4 top-10 singles waarvan er 3 in de top 5 gestaan hadden. In 1963 kwam "The Bird" [Cameo 244]uit die tot op een 10e plaats steeg en er leek geen eind aan het succes te komen. Maar het succes van dans plaatjes ging voorbij en daarmee ook het succes van Dee Dee Sharp.
Toen Jo Ann Campbell in 1962 by Cameo tekende, was de 24-jarige uit Florida al een muziek veteraan. Haar eerste Cameo single was een antwoord op Claude Kings "Wolverton Mountain," genaamd "I'm the Girl from Wolverton Mountain" [Cameo 223], die de top-40 haalde. De volgende was een misser en daar bleef het voor Jo Ann bij.
In 1963 had Cameo weinig sterren meer en tekende Clint Eastwood, de televisie ster van de hit series Rawhide, voor een album en een single, ook Merv Griffin tekende maar beide verkochten niet. Cameo greep terug naar de jazz-lp's van Maynard Ferguson, Clark Terry en andere. The Tymes scoorde wel een nummer 1-hit "So Much in Love" in de zomer van 1963.
Van de jaren 1964 tot en met het eind in 1968 verscheen niet veel noemenswaardig. De lijst van artiesten was best indrukwekkend maar meer dan "96 Tears" [Cameo 428] van ? & the Mysterians wat een million-seller werd, kwam er niet uit waardoor Cameo in 1967 in een vrije val belandde.

## Parkway label
Parkway Records startte 1958 als een submaatschappij van Cameo. Ook hier bleef succes even uit en was nieuwkomer Chubby Checkers "The Class" [Parkway 804] het eerste succes. Het duurde een jaar voordat Checker met de remake van de Hank Ballard tune, "The Twist" [Parkway 811] scoorde en een ware twist rage op gang kwam. Eind 1966 had Chubby 32 singles in de top 100, met vele top 40-hits allen voortbordurend op deze dans-rage die bij die tijd volledig over was.
Het Parkway label had steeds maar enkele sterren tegelijk. Tijdens de dans jaren was dat een groep uit Philadelphia genaamd The Dovells (met Len Barry) met "Bristol Stomp," "You Can't Sit Down," (beide top-5), met nog wat ander top-40 hits zoals "Hully Gully Baby," "Bristol Twistin' Annie," and "Do the New Continental,". The Tymes, een R&B vocale groep had verschillend hits waaronder "So Much in Love" [Parkway 871, #1], een remake van Johnny Mathis' "Wonderful Wonderful" [Parkway 884, #7] en "Somewhere" [Parkway 891], maar in 1964 verdwenen ook zij uit de lijsten. Het Brits orkest Sounds Orchestral scoorde een top-10 hit met de remake van Vince Guaraldi's "Cast Your Fate to the Wind" [Parkway 942], en de in 1967 verschenen remake van "Wild Thing" [Parkway 127] van Senator Bobby haalde het tot #20. De laatste artiest die onder Parkway de hitlijsten haalde was Bunny Sigler die met alweer een ander remake, deze keer van Shirley & Lees "Let the Good Times Roll & Feel So Good." nog wat punten scoorde.

## Wyncote Records
Eind 1964 leed Cameo-Parkway verlies en werd Wyncote Records opgericht als re-issue dochter wat uiteindelijk samen met Cameo-Parkway ten onder ging. Als laatste noodsprong werd kortstondig met MGM Records samengewerkt en midden 1967 nog 4 lp's uitgegeven. Eind 1967 werd het gehele Cameo-Parkway records van de beurs gehaald en opgekocht door Allen Klein, die de naam in Abkco veranderde. In verband met rechten kon ABKCO tot 2005 geen Cameo-Parkway opnamen op cd uitbrengen en was deze muziek lange tijd niet nieuw verkrijgbaar.